# أودو شتاينبرغ
أودو شتاينبرغ ويرل (13 يونيو 1877 – 25 ديسمبر 1919) كان مهندسًا ورياضيًا ومسؤولًا رياضيًا ألمانيًا لعب كرة القدم كمهاجم لنادي برشلونة الإسباني في الفترة بين 1902 و1910. اشتهر بكونه مُوَقِّعَ أول هدف لبرشلونة على الإطلاق في تاريخ الكلاسيكو.
قبل أن يستقر في إسبانيا، شارك في تأسيس العديد من أندية كرة القدم في بلاده، كما حضر الاجتماع الذي نشأ خلاله الاتحاد الألماني لكرة القدم. أسس سلف لا ماسيا في عام 1902، وأداره حتى عام 1916، كما شارك في تأسيس سلف ريال كلوب دي تنس برشلونة. عمل أيضًا كمحرر رياضي، بل وتولى رئاسة الاتحاد الكتالوني لكرة القدم في عام 1906. لعب مع برشلونة لمدة ثماني سنوات (1902–1910)، وسجل 57 هدفًا ضمن 75 مباراة لعبها، ساهم خلالها بشكل حاسم في تحقيق أول ألقاب برشلونة الرسمية، كأس ماكايا 1901–02، والتي كانت أول بطولة يحرزها للنادي على الإطلاق، وكأس برشلونة 1902–1903 وبطولة دوري كاتالونيا 1904–05. خلال الفترة التي قضاها في كتالونيا، كان شتاينبرغ أحد اللاعبين الأكثر تأثيرًا في نادي برشلونة داخل الملعب وخارجه.
على الرغم من كونه لاعب كرة قدم متميزًا، وهي الرياضة التي كرَّس لها مسيرته المهنية، إلا أنه كان رياضيًا متعدد المهارات وشارك أيضًا في رياضات أخرى مثل ألعاب القوى، والكريكيت، وكرة المضرب، وركوب الدراجات، والملاكمة، والرياضات الشتوية.

## التعليم
وُلِد أودو شتاينبرغ يوم 13 يونيو 1877 في برلين، باعتباره الابن الثاني في عائلة مكونة من ستة أطفال، والده هو يوجين أوسكار شتاينبرغ ووالدته هي بولين إليز كاسيلي. بحلول الوقت الذي توفي فيه والده في إيطاليا عام 1889، كان شتاينبرغ يدرس في مدرسة فريدريش فيلهلم الثانوية، حيث أكمل فترة تدريب في ورشة عمل فرديناند إرنيكي الميكانيكية في برلين.[بحاجة لمصدر] انتقل إلى كيمنتس في عام 1896 لدراسة الهندسة الكهربائية والهندسة الميكانيكية في مدرسة ميتفايدا التقنية، وتخرج في كلا التخصصين في عام 1900. من أكتوبر 1897 إلى أبريل 1899، توقف عن الدراسة للقيام بأعمال تطبيقية في برلين.
في مطلع القرن العشرين، بين عامي 1900 و1901، قرر التقدم لفرصة عمل في برشلونة، وانتهى به الأمر بالاستقرار هناك.

## مسيرته الرياضية

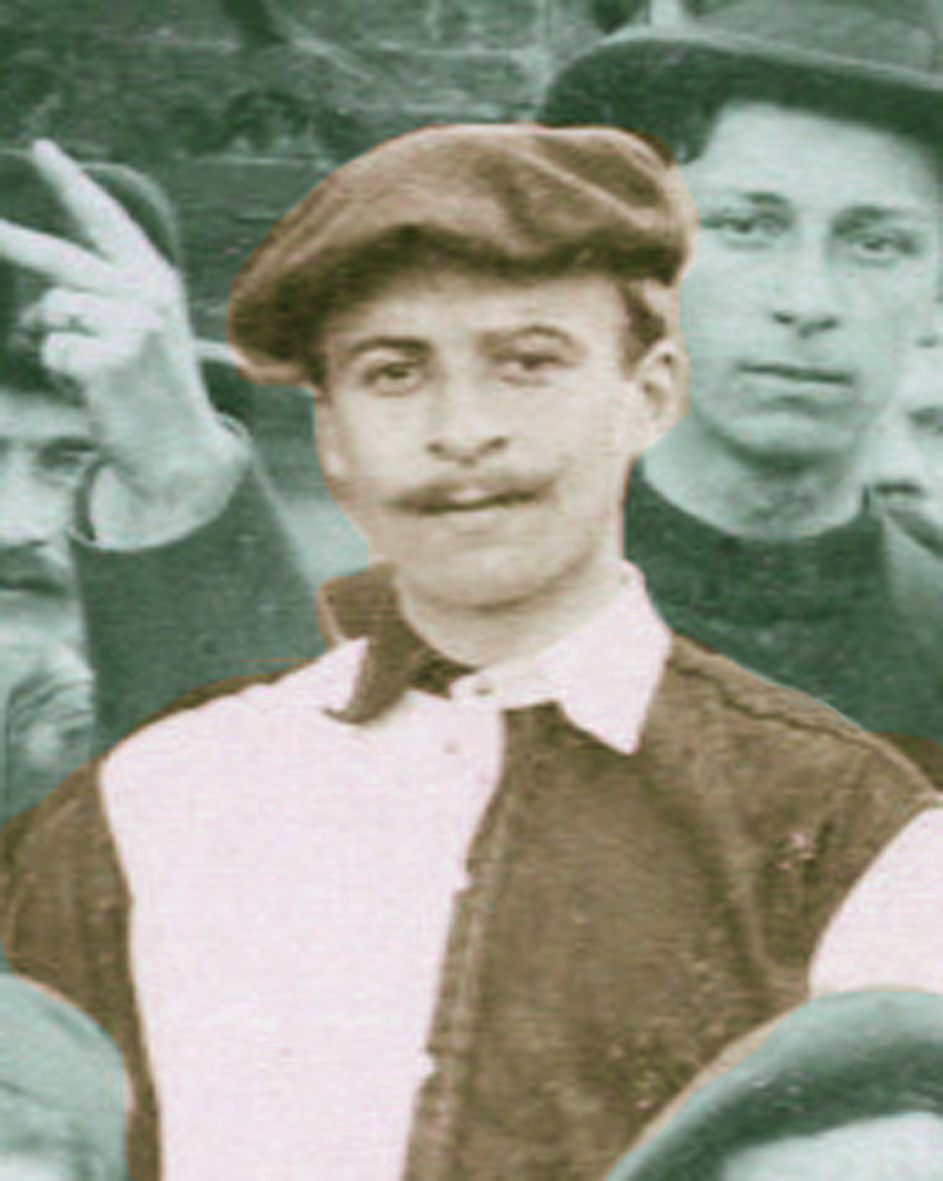
أودو شتاينبرغ كلاعب لفريق ميتفايدر بي سي عام 1899.

في عام 1893، وفي سن السادسة عشر فقط، كان أحد الأعضاء المؤسسين لنادي براندنبورغ لكرة القدم في برلين. في عام 1896، كان أحد الطلاب الاثني عشر الذين أسسوا ميتفايدر بي سي، فريق كرة القدم لمدرسة ميتفايدا، وفي عام 1899 أسس نادي كيمنتزر بريطانيا مع طلاب آخرين، والذي انبثق منه فيما بعد نادي كيمنتزر. في 28 يناير 1900، أُرسل شتاينبرغ إلى لايبزيغ لحضور الاجتماع التأسيسي للاتحاد الألماني لكرة القدم كمندوب عن كل من ميتفايدر وكيمنتزر. في هذا الوقت تقريبًا، التقى شتاينبرغ بالبرتغالي فيرجيليو دا كوستا، وهو مهندس تقني صناعي لعب أيضًا لصالح ميتفايدر بي سي، والذي أقام معه صداقة رائعة، وأصبحا زملاء في فريق برشلونة. بالإضافة إلى دا كوستا، كانت ميتفايدر بي سي أيضًا بوابة كرة القدم لأمثال أنطونيو ألونسو من فيغو، وخوان أرزواجا، وأدولفو أوريبي، ولويس أستوركويا من بلباو.
بعد انتقاله إلى برشلونة في عام 1900، بدأ لعب التنس وكرة القدم مع رياضيين من ألمانيا وإنجلترا وسويسرا الذين عاشوا في العاصمة الكتالونية، وأسسوا معًا نادي برشلونة الرياضي.[بحاجة لمصدر] في أبريل 1902، أُنشئت أول مدرسة لكرة القدم لنادي برشلونة وعُين شتاينبرغ مديرًا لها من أجل "غرس معرفته الواسعة في لاعبي المستوى الثالث". كانت هذه المدرسة بمثابة السلف لأكاديمية لا ماسيا، وأدارها حتى عام 1916، مما يعني أنه كان، بطريقة ما، أول مدرب للشباب في نادي برشلونة لكرة القدم. من 5 ديسمبر 1902 إلى 6 نوفمبر 1907، كان عضوًا في مجلس إدارة برشلونة. كان أيضًا شخصًا بارزًا في الاتحاد الإسباني لكرة القدم ولجنة الحكام. تولى شتاينبرغ دور الحكم في مناسبات عديدة.
في عام 1906، كان شتاينبرغ أحد مؤسسي نادي برشلونة للتنس (الذي أصبح لاحقًا ريال كلوب دي تنس برشلونة) إلى جانب جوان غامبر، والأخوة بارسونز (جون وويليام)، والأخوة ويتي (آرثر وإرنست) وآرثر ليسك، وغيرهم. وفي نفس العام، بين 8 فبراير و9 ديسمبر، تولى رئاسة اتحاد أندية كرة القدم في برشلونة، والذي أصبح فيما بعد الاتحاد الكتالوني لكرة القدم. وفي عام 1906 أيضًا، كتب كمحرر في صحيفة إل موندو ديبورتيفو الرياضية، وكان أحد أعضاء أول إصدار لها على الإطلاق والذي تم إطلاقه في 1 فبراير 1906.
بالإضافة إلى شغفه بكرة القدم، كان متحمسًا أيضًا لألعاب القوى والكريكيت والتنس وهوكي الميدان. كما تفوق كلاعب رياضي في سباقات 100 متر و400 متر، وحقق نجاحًا في هاتين الفئتين في بطولات العدو السريع التي أقيمت في برشلونة في ذلك الوقت.

## مسيرته الكروية
بدأ شتاينبرغ ممارسة كرة القدم بشكل نشط في عام 1888، وكان لا يزال في برلين. وفي عام 1893، لعب مع نادي براندنبورغ لكرة القدم، الذي شارك في تأسيسه، ولعب أيضًا مع نادي برلينر إس 1892. وخلال فترة وجوده في ميتويدا، لعب شتاينبرغ مع نادي جيرمانيا، المعروف اليوم باسم جيرمانيا ميتويدا، ومع نادي ميتويدا بي سي وبريطانيا إس سي، الذي شارك أيضًا في تأسيسه.[بحاجة لمصدر] لعب معظم مسيرته الكروية كلاعب خط وسط، على الرغم من أنه كان خلال السنوات الأولى من مسيرته لاعبًا في مركز المهاجم غزير الإنتاج ، وسريعًا جدًا في الجري ومتخصصًا رائعًا في الركلات الحرة.
لم يكن دخوله إلى نادي برشلونة سهلاً بسبب مظهره، حيث كان يعاني من زيادة الوزن إلى حد ما وكان لديه عثنون مشبوه. وعلى الرغم من تأكيده لهم أنه لعب مع نادي بريطانيا إف سي في برلين، وُضع شتاينبرغ في الفريق الثاني لبرشلونة، حيث أثار إعجاب قائد الفريق، لويس دي أوسو، أحد مؤسسي النادي، وبالتالي حصل على فرصة لإظهار قدراته. ظهر لأول مرة مع الفريق الأول في 6 يناير 1902 في مباراة ضد نادي هيسبانيا إيه سي في كأس ماكايا 1901–02، حيث قدم أداءً "رائعًا" في فوز 4–2. سرعان ما أثبت شتاينبرغ مكانته في برشلونة وكان أحد أبرز اللاعبين في الفريق.

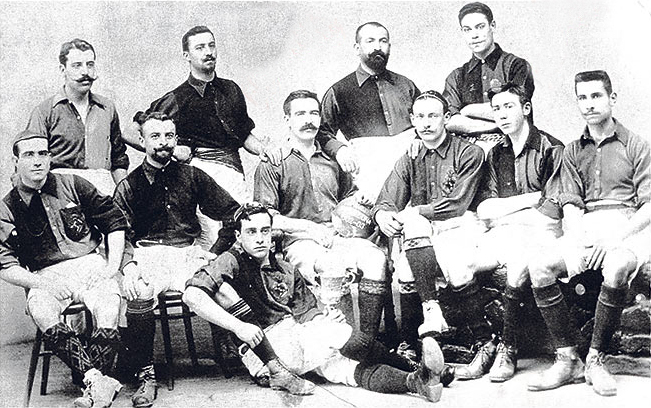
فريق برشلونة عام 1903. الواقفون من اليسار إلى اليمين: لوبيت، تيراداس، ريج وفيدال. الجالسين من اليسار إلى اليمين: أوسو، شتاينبرغ، ماير، ويتي، غامبر، هاريس ولاساليتا.

لعب شتاينبرغ دورًا أساسيًا في فوز برشلونة بأول ألقابه على الإطلاق، وهي بطولة كأس ماكايا 1901–02، حيث سجل 17 هدفًا، بما في ذلك ثلاثيتين متتاليتين ضد نادي إسبانيول وجامعة إس سي و6 أهداف في المباراة النهائية للبطولة في 23 مارس 1902 لمساعدة فريقه على الفوز 15–0 على نادي كاتالونيا. وعلى الرغم من غزارة أهدافه أمام المرمى، إلا أنه فشل في أن يكون هداف البطولة حيث تفوق عليه زميله في الفريق والقائد خوان غامبر بفارق ضئيل. تُعرف بطولة كوبا ماكايا الآن بأنها أول نسخة من بطولة دوري كاتالونيا.
كان شتاينبرغ، إلى جانب غامبر، والإخوة موريس (صامويل، وإنريكي، وميخيل) وألفونسو ألبينيز، عضوًا في فريق برشلونة الذي شارك في أول بطولة وطنية أقيمت في إسبانيا، وهي كأس التتويج 1902، مما ساعد برشلونة على الوصول إلى النهائي في 15 مايو 1902، حيث هُزموا 2–1 على يد بزكايا (مزيج من لاعبي نادي أتليتيك ونادي بلباو لكرة القدم). في الدور نصف النهائي في 13 مايو، دخل شتاينبرغ التاريخ باعتباره أحد اللاعبين الإحدى عشر الذين شاركوا في أول كلاسيكو في التاريخ، حيث سجل هدفين في فوز برشلونة 3–1 على نادي مدريد إف سي (ريال مدريد لاحقًا)، وبالتالي أصبح أول هداف لبرشلونة في تاريخ هذا الصدام الأبدي.
كان شتاينبرغ لاعبًا لا غنى عنه في التشكيلة الأساسية للنادي بين عامي 1902 و1909. في عام 1903، أضاف لقبًا جديدًا إلى مسيرته، وهو كأس برشلونة، والذي تم الاعتراف به لاحقًا باعتباره النسخة الرابعة من بطولة كتالونيا. جنبًا إلى جنب مع خوسيه كيرانتي وروما فورنس وكارلس كومامالا، ساعد برشلونة على الفوز ببطولة كتالونيا 1904–05. ظل مخلصًا للنادي خلال أزمته في منتصف القرن العشرين وساعدهم على الفوز ببطولة أخرى موسم 1908–09، وهذه المرة ظهر إلى جانب أمثال فرانشيسكو برو وإنريكي بيريس وتشارلز والاس.
شارك مع مانويل أميشازورا، وريكارد جرايلز، وبيبي رودريجيز، في النسخة الافتتاحية كأس برانس، ولعب في الدور نصف النهائي ضد أولمبيك دي سيت في 24 أبريل، والتي انتهت بالتعادل 1–1، ورغم أنه لم يلعب في المباراة النهائية التي فازوا بها بنتيجة 2–1 على ريال سوسيداد، إلا أن هذا كان أخر لقب له في مسيرته. في عام 1910 أنهى مسيرته لإعطاء الأولوية لشركته أودو شتاينبرغ إس إن سي.

## مسيرته المهنية
بعد تخرجه بفترة وجيزة، في عام 1901، قرر الاستفادة من فرصة عمل في برشلونة، وهي خدمة تطوعية لمدة عام في المدينة، لكنه انتهى به الأمر بالاستقرار هناك. في عام 1902، أصبح ممثلًا لشركات الهندسة الكهربائية والميكانيكية الألمانية في إسبانيا والبرتغال، وفي عام 1904 أسس مكتبًا هندسيًا في برشلونة، والذي أداره مع المهندس باديا حتى عام 1906. عرض المهندسان التركيب الكامل للمصانع ومحطات الغاز والكهرباء، بالإضافة إلى الدراسات والميزانيات.[بحاجة لمصدر] حصل على تقدير خاص لاستخدام المحامل الكروية في عجلات المركبات، ليتقدم بطلب للحصول على براءة اختراعها. وبالمثل، كان مالكًا للعديد من براءات الاختراع في الهندسة في برشلونة، حيث يمتلك براءات اختراع أخرى مثل براءات اختراع للمكابس والمطاحن وكذلك للتحليل الكهربائي والتوصيلات الكهربائية.
بعد اعتزاله كرة القدم، ركز على حياته المهنية كمهندس. في عام 1910، شارك في تخطيط وتطوير ترامواي برشلونة، وكلف بوضع خط ترام في ضواحي برشلونة. في عام 1911، افتُتِحَ الخط من برشلونة إلى راباسادا، والذي تم بناؤه بمشاركته، بطول 7.8 كم. في عام 1916، أسس شتاينبرغ وبول شرودر شراكة محدودة تضم 28 موظفًا لبناء وبيع الآلات من جميع الأنواع، والتي أصبحت فيما بعد شركة لا ماكوينيستا هيسبانيا.[بحاجة لمصدر] مع شركته أودو شتاينبرغ إس إن سي، كرس نفسه لبناء وبيع الآلات من جميع الأنواع.[بحاجة لمصدر]

## الوفاة
توفي شتاينبرغ في يوم عيد الميلاد عام 1919، عن عمر ناهز 42 عامًا، بسبب الإنفلونزا الإسبانية. ودُفن في المقبرة المدنية في مدريد.

## الإحصائيات

### النادي
| النادي           | الموسم   | الدوري | الدوري  | الكأس المحلي | الكأس المحلي | أخرى   | أخرى    | المجموع | المجموع |
| النادي           | الموسم   | الظهور | الأهداف | الظهور       | الأهداف      | الظهور | الأهداف | الظهور  | الأهداف |
| ---------------- | -------- | ------ | ------- | ------------ | ------------ | ------ | ------- | ------- | ------- |
| كيمنتزر بريطانيا | 1899     |        |         |              |              |        |         |         |         |
| برشلونة          | 1901–02  |        |         |              |              | 8+     | 19+     | 8+      | 19+     |
| برشلونة          | 1902–03  |        |         |              |              | 28     | 18+     | 28      | 18+     |
| برشلونة          | 1903–04  | 16     | 4       |              |              | 11     | 3+      | 27      | 7+      |
| برشلونة          | 1904–05  | 8      | 2       |              |              | 9      | 2+      | 17      | 4+      |
| برشلونة          | 1905–06  | 7      | 2       |              |              | 12     | 0       | 19      | 2       |
| برشلونة          | 1906–07  | 5      | 0       |              |              | 14     | 1       | 19      | 1       |
| برشلونة          | 1907–08  | 0      | 0       |              |              | 0      | 0       | 0       | 0       |
| برشلونة          | 1908–09  | 5      | 0       | 1            | 0            | 18     | 2+      | 24      | 2+      |
| برشلونة          | 1909–10  | 12     | 1+      | 2            | 0            | 18     | 2+      | 32      | 2+      |
| الإجمالي         | الإجمالي | 48     | 9+      | 3            | 0            | 118+   | 48      | 174+    | 55+     |

## الإنجازات
برشلونة
- كأس ماكايا: 1901–02
- كأس برشلونة: 1902–03
- بطولة دوري كاتالونيا: 1904–05، 1908–09
- كأس برانس: 1910

## أنظر أيضا
- نادي برشلونة للشباب

## وصلات خارجية
- "Udo Steinberg HS Mittweida". www.hs-mittweida.de (بالألمانية). Retrieved 2022-10-25.